# Тінь усередині
Тінь усередині — фантастичний роман Жанни Кавелос із всесвіту «Вавилон-5». В романі пояснююється як Джон Шерідан потрапив на «Вавилон-5» а його дружина Анна стала співпрацювати з Тінями.

## Стислий зміст
Події відбуваються в двох сюжетних лініях що не перетинаються, на початку 2257 року, відразу перед подіями, описаними в фільмі «Вавилон-5: Збір». Основний сюжет описує політ космічного дослідницького корабля «Ікар» до За'ха'думу, і доля Анни Шерідан, другої дружини майбутнього командира станції «Вавилон-5» Джона Шерідана. Друга сюжетна лінія розповідає про командування Джоном Шериданом кораблем «Агамемнон».
|  | Сьогодення та минуле, можливо, є частиною майбутнього, а майбутнє міститься в минулому |

Томас Стернз Еліот
В листопаді 2256 року Анна Шерідан вивчає артефакт-зразок невідомої біомеханічної технології. Дослідниця бере витвір в руку — і починає жити чужими думками. Витвір випадає з руки. Три місяці до того Анна повернулася з розкопок на далекій поланеті — досліджували джи/лай — бічну гілку бракірі. Так і була знайдена «миша» — вона знаходилася всередині одного з трьох квазіскелетів. Співробітнику доктору Чангу Анна повідомляє — пристрій намагався з нею спілкуватися телепатично. Вони приходять до консенсусу — необхідно задіяти телепата. Під впливом телепата пристрій почав нагріватися і вибухнув. Сам телепат ніби-то підпав впливу апарата — він повторював «я машина; я машина». Потім до Анни прийшла телепатка з Псі-корпусу аби дізнатися що сталося з її колегою. Телепат забирає з собою безтямного колегу. В лабораторії було прибрано всі наслідки вибуху. Доктор Чанг натрякнув Анні — зараз краше сходити у відпустку — і тихцем лишив їй уламок «миші».
Анна зустрічається з сестрою чоловіка Ліз Шерідан і повідомляє що має проблеми з роботою. Очікуючи на зустріч із дружиною Джон Шерідан розпікає артилерійську команду ввіреного йому корабля. Приходить повідомлення — прибуде інспекція на «Агамемнон». Шерідан готує команду до інспекції та готується до зустрічі з дружиною.
До Анни на «Агамемноні» додзвонюється доктор Чанг і повідомляє про знахідку на планеті Альфа Омега 3 руїн невідомої древньої цивілізації. А сліди протеїнів в мікроорганізмах планети збігаються з РНК «миші». І Анна входить до складу експедиції.
При інспектуванні виявлено серйозне порушення — його допустили гармаші. Шерідану наказано ганяти команду до виснаження — доки непослушні почнуть чути накази. Шерідан відміняє відпустки і призначає команді щоденні навчання. Таким чином і він не зміг зустрітися з дружиною. Бачачи його стан Ана побоялася повідомити що вирушає в експедицію на 6 місяців. Вже перебуваючи на «Ікарі» вона дізнається чому був так знервований доктор Чанг — в складі експедиції представник Псі-корпусу.
Анна рушає ознайомитися з лінгвістом експедиції — представником Космофлоту доктором Морденом. Шерідан дізналася — півроку до того у Мордена загинули дружина і донька. Анна вирішує за час експедиції допомогти Мордену повернутися до життя.
Тим часом Джон Шерідан влаштовує артилерійському відділенню навчальну тривогу з секундоміром. Відділення не вкладається у відведений час. Шерідан має повноваження звільнити будь-кого з них — однак обмежується домашнім арештом одного артилериста-ветерана і продовженням навчальних тривог. Під час розмови «по душам» з пдлеглим приходить інспектуючий генерал; в цей час до Шерідана дзвонить дружина. Анна повідомляє про свою участь в експедиції. Джон настільки заклопотаний перевіркою що майже не помічає цього повідомлення. Намагаючись взяти ситуацію під контроль він неслухняним артилеристам призначає домашній арешт.
Співробітгиця Псі-корпусу надає можливість відчути уламок «миші» — і Анна погоджується й на якийсь момент втрачає лік часу. Приходить Морден та повідомляє — він вже зміг дещо дешифрувати.
До Шерідана по зашифрованому каналу дзвонить генерал Лохшманаман — терористи збираються підірвати «Вавилон-5» і тому Майклу необхідно терміново «дотягти» до необхідного рівня підготовку команди «Агамемнона». Корабель Шерідана має перехопити терористів.
На планеті археологічних досліджень не виявлено органічних решток. Анна вирішує дослідити печери на предмет їх наявності. Вона посилає в печери зонд на ручному керуванні. Через товщу порід зонд не може просунутися глибоко в печери — виникає небезпека зникнення комунікації. При скануванні в товші стіни печери виявляється слабке джерело тепла. Віддалено маніпульований робот в ніші у стіні знаходить і виймає два біомеханічні створіння. У них прослуховується серцебиття.
Шерідан отримує на горіхи від Лохшманамана — при навчальній тривозі артилеристи «Анамемнона» діяли аби-як. Офіцер-винуватець напився і збирається застрелитися. Виявляється у нього посттравматичний синдром після «Битви на лінії». Тодішній його капітан наказав утекти. І при відході стрілець Росс випадково збив «Фурію». Вогонь вівся в ручному режимі — і маркер «свій-чужий» не працював. Тому Росс на навчаннях і не міг пересилити себе навіть в навчальному режимі вести ручний вогонь. Шерідан переконує лейтенанта продовжити бути в строю — замість тих загиблих смерть яких тиснула Росса.
У Анни зникає комунікація з роботом на поверхні планети. Зонд перебував на ручному управлінні і перестав комунікувати. А до планети 19 діб льоту. Записи в часі коли Анна знайшла «мишей» зникли. Доктор Чанг натякає — в цьому зацікавлені менталісти.
Анна не змогла відіслати повідомлення чоловіку. Тому вирішила перевірити електорнну скриньку — й виявила там невідіслане повідомлення доктора Чанга. Повагавшись вона відкрила повідомлення — Чанг займався доносами на учасників експедиції. Виявляється — Чанг шпигує за всіма. А капітан корабля Ідальго отримав пропозицію щодо імовірних знахідок та діє у команди за спиною. Намагаючись зробити невеличкий подарунок Анна зачіпає душевну рану Мордена. Потім Морден на її прохання розказує про своє життя на Марсі.
Чергову інспекцію артилерійський відділ «Агамемнона» проходить на «відмінно». Лохшманаман повідомляє Шерідану додаткову інформацію про нове завдання — приблизно через 30 годин Земна Гвардія має закупити партію вибухівки. Цією вибухівкою через 3 доби терористи планують підірвати Вавилон-5. «Агамемнон» має сильно пошкодити корабель терористів після продажу їм вибухівки нарнами. На космічному кораблі вводиться режим повного радіомовчання.
Посол Кош відчуває невідворотню небезпеку і зустрічається з послом Деленн. Кош повідомляє — люди полетіли на Загадум. І обірвав спілкування та своїм транспортом подався на Загадум — щоб встигнути раніше землян.
Анна в краулері з археологами та технічним персоналом досліджує печеру. Напередодні Морден розказав їй — на Марсі знайшли біомеханічний корабель. Коли його розкопали він послав сигнал. Через 3 дні прилетів такий же корабель відлагодив та знайденого. І вони відлетіли — в напрямку цієї планети. В печері Анна виявляє зникнення двох «мишей». При просуванні вглиб печери зникає сполучення з кораблем.
При розгалуженні трьох тунелів дослідники знаходять маленький добре збережений труп. Досліджуючи його Анна здогадується — живий організм був «вбудований» в механізм. Дещо далі в глибині печери дослідники виявляють маслянисту пляму-сферу — її сканер «не бачить». При доторку рука Анни в скафандрі пройшла через сферу без опору. Потім сфера почала витягуватися в напрямі Анни. З глибини чорноти на Шерідан дивилися віковічні очі повні ненависті. Анна мовчки розвернулася і бігом потягла напарників з печери.
Посли Кош і Деленн радилися щодо можливості висадки експедиції людей на Загадумі. Деленн повідомляє командеру Сінклеру — вона прибуде на «Вавилон-5». Вона просить відкликати археологів з планети.
Трійця археологів добігає до корабля. На Загадумі несподівано починається буря. Археологи рушають на пошуки групи Чанга. Вони знаходять тіло Чанга — шолом скафандра знятий а в грудях пропалено дірку. В краулерах групу Чанга не виявлено. Після зникнення групи Чанга в експедиції головною стає Анна.
На «Вавилоні-5» у Гарібальді є 48 годин щоб знайти терориста. При розмові з сенаторкою Синклер дізнається — влада не знає про експедицію на Альфа- Омега-3 (Загадум). Тим часом «Агамемнон» готується перехопити терористів — але лазерні гармати несправні. Несправність виявляє гармаш Росс — якого раніше розпікав Шерідан. Виявляється — це диверсія.
Анна проводить підготування пошукової групи і відправляє повідомлення про становище експедиції. При огляді кімнати представниці Псі-корпусу вона знаходить предмети що наштовхують на думку — цк якась інша організація. Анна повідомляє Мордену свою версію — це Донн убила Чанга. Морден відкриває їй жахливу обставину — коли телепат дослуджував «миш» в лабораторії Анни, не тільки він перетворився а «рослину» а всі телепати нижчих рівнів в радіусі трьох миль. Тим часом співробітник повідомляє Анні — не вдалося відіслати повідомлення бо зник орбітер.
На «Вавилоні-5» Джеф Сінклер змушений повідомити послу Деленн що потребує більше інформації щодо їх джерел про археологічну експедицію. Посол Деленн повідомляє — у випадку надсилання іще одного космічного судна до пранети ситуація вважатиметься актом агресії. На «Агамемноні» тривають пошуки диверсанта; виявляється ще одна поломка в системі лазерного прицілювання.
На планеті Анна розділяє співробітників на 3 пошукові групи; сама ж думає вступити в контакт з невідомим істотами. При проходженні печери археологи не знаходять на попередньому місці сфери. Далі в печері виявляють частину орбітального зонда. Анна починає питати Мордена про імовірні контакти з цією расою на Марсі. З Мордена спадає машкара зосередженості і він стріляє в Щерідан. Анна ледь встигає відбити його руку. Вибравшись із завалу Анна рідійшла до засипаного камінням Мордена — він намагався неушкодженою рукою взяти зброю. Прибуває представниця Псі-корпусу й заявляє — це він збив зонд.
Джону Шерідану для подолання наслідків диверсії доводиться довіритися канонірам — знаючи що хтось із них причетний до диверсії. Із додаткових даних Шерідан вираховує диверсанта. Менталістка повідомляє Анні — Морден сховав 2 знайдених артефакти. І все-таки Анна намагається довіряти Мордену та з менталісткою на зовнішню розвідку. Менталістка Донн признається Анні — це вона застрелила доктора Чанга. Вона відчула від біомеханізму величезну притягувальну силу а по перекладах Мордена зрозуміла — це пастка. Всю групу менталістки притягало до «яйця» і з біомеханізмом почалися звоніщні зміни та воно оволоділо поведінкою людей. Коли Донн застрелила Чанга «яйце» втратило зацікавленість в неживому. В глибині печер Анна почула звук працюючого свердла.
За 20 хвилин до зустрічі з кораблем терористів гармаші «Агамемнона» встигають полагодити лазерні гармати. Однак гармаша Росса знову «клинить» при необхідності стріляти в ручному режімі по кораблі що швидко наближається.
В гибині печери археологи знаходять колону із написами невідомою мовою що імовірно виходить на поверхню та простягається вниз. Далі в печері вони знаходять кріогенні камери із зниклими учасниками експедиції — і камер було 140 — на всіх учасників польоту. Ще далі знаходилося «яйце» і біля нього три іншопланетяни. З «яйця» виринув іще один учасник експедиції в скафандрі. Його також потягли в кріогенну камеру — використовувати як центральний процесор біомеханізму.
На «Агамемноні» гармаш Росс таки пересилює себе і вистрілює в піратів. Корабель вибухає занадто боизько від «Агамемнона» — він також зазнає пошкоджень. Як нагорода від командування «Агамемнон» призначений в почесний ескорт «Вавилона-5».
На планеті одного співробітника експедиції контролюють інопланетяни — він передає їх послання — в нагороду за те що люди їх розбудили древня раса дасть їм все що захочуть. Або підкорившись їм або в якості частин механізмів. Працівниця Псі-корпусу не витримує ментального тиску й стріляє в співробітника-репродуктора думок та стелю чим викликає обвал. Під обвалом загинула менталістка; навколо Анни і Мордена починають рухатися Тіні. Анна і Морден мисленнєво намагаються підірвати «мишу». В цей час Анна бачить жахітливі спогади Мордена про загибель його дружини й доньки. Потім Древні заполонюють розум Анни — але вона не збирається здаватися навіть будучи нвинтиком біомеханізму.
Посол Кош мовчки відслідкував як корабель археологів піднявся без екіпажу з планети та вибухнув. Посол Кош повернувся на «Вавилон-5». На «Вавилоні» відбувається церемонія спілкування послів. В цей час Лохшманан повідомляє Шерідану про загибель корабля експедиції.
В цей час Анна адаптується до подальшого існування як частини механізму.